# Псалом 121
Псалом 121 (у масоретській нумерації — 122) — 121-й псалом Книги псалмів. Він належить до одного із 15 псалмів, які починаються словами «Висхідна пісня» (Shir Hama'a lot). Латинською мовою псалом відомий свої інципітом «Laetatus sum».  

## Структура
Псалом часто розділяють на три частини:
- Вірші 1–2: Єрусалим є ціллю для прощі.
- Вірші 3–5: Релігійне значення Єрусалиму.
- Вірші 6–9: Побажання для цього місця.

Ці три частини можуть означати теперішнє, минуле і майбутнє.

## Текст
| Вірш | Гебрейська мова                                       | Давньогрецька мова (Септуаґінта)                                                                    | Латинська мова (Вульгата)                                                                       | Українська мова (Переклад Хоменка)                                                              |
| ---- | ----------------------------------------------------- | --------------------------------------------------------------------------------------------------- | ----------------------------------------------------------------------------------------------- | ----------------------------------------------------------------------------------------------- |
| 1    | שִׁיר הַמַּעֲלוֹת, לְדָוִד: שָׂמַחְתִּי, בְּאֹמְרִים לִי-- בֵּית יְהוָה נֵלֵךְ     | ᾿Οιδὴ τῶν ἀναβαθμῶν. Εὐφράνθην ἐπὶ τοῖς εἰρηκόσιν μοι Εἰς οἶκον κυρίου πορευσόμεθα.                 | Canticum graduum. [Lætatus sum in his quæ dicta sunt mihi: In domum Domini ibimus.              | Висхідна пісня. Давида. Зрадів я, як мені сказали: «Підемо в дім Господній!»                    |
| 2    | עֹמְדוֹת, הָיוּ רַגְלֵינוּ-- בִּשְׁעָרַיִךְ, יְרוּשָׁלִָם                    | ἑστῶτες ἦσαν οἱ πόδες ἡμῶν ἐν ταῖς αὐλαῖς σου, Ιερουσαλημ.                                          | Stantes erant pedes nostri in atriis tuis, Jerusalem.                                           | Ноги наші вже стояли в твоїх, Єрусалиме, брамах.                                                |
| 3    | יְרוּשָׁלִַם הַבְּנוּיָה-- כְּעִיר, שֶׁחֻבְּרָה-לָּהּ יַחְדָּו                   | Ιερουσαλημ οἰκοδομουμένη ὡς πόλις ἧς ἡ μετοχὴ αὐτῆς ἐπὶ τὸ αὐτό.                                    | Jerusalem, quæ ædificatur ut civitas, cujus participatio ejus in idipsum.                       | Єрусалиме, збудований як місто, в собі щільно з'єднане!                                         |
| 4    | שֶׁשָּׁם עָלוּ שְׁבָטִים, שִׁבְטֵי-יָהּ - עֵדוּת לְיִשְׂרָאֵל: לְהֹדוֹת, לְשֵׁם יְהוָה | ἐκεῖ γὰρ ἀνέβησαν αἱ φυλαί, φυλαὶ κυρίου μαρτύριον τῷ Ισραηλ τοῦ ἐξομολογήσασθαι τῷ ὀνόματι κυρίου· | Illuc enim ascenderunt tribus, tribus Domini: testimonium Israël, ad confitendum nomini Domini. | Туди сходять коліна, Господні коліна; такий закон в Ізраїлі, щоб прославляти там ім'я Господнє. |
| 5    | כִּי שָׁמָּה, יָשְׁבוּ כִסְאוֹת לְמִשְׁפָּט: כִּסְאוֹת, לְבֵית דָּוִד             | ὅτι ἐκεῖ ἐκάθισαν θρόνοι εἰς κρίσιν, θρόνοι ἐπὶ οἶκον Δαυιδ.                                        | Quia illic sederunt sedes in judicio, sedes super domum David.                                  | Бо там поставлено престоли для суду, столи Давидового дому.                                     |
| 6    | שַׁאֲלוּ, שְׁלוֹם יְרוּשָׁלִָם; יִשְׁלָיוּ, אֹהֲבָיִךְ                       | ἐρωτήσατε δὴ τὰ εἰς εἰρήνην τὴν Ιερουσαλημ, καὶ εὐθηνία τοῖς ἀγαπῶσίν σε·                           | Rogate quæ ad pacem sunt Jerusalem, et abundantia diligentibus te.                              | Просіть для Єрусалиму миру; нехай щасливі будуть ті, що тебе люблять.                           |
| 7    | יְהִי-שָׁלוֹם בְּחֵילֵךְ; שַׁלְוָה, בְּאַרְמְנוֹתָיִךְ                       | γενέσθω δὴ εἰρήνη ἐν τῇ δυνάμει σου καὶ εὐθηνία ἐν ταῖς πυργοβάρεσίν σου.                           | Fiat pax in virtute tua, et abundantia in turribus tuis.                                        | Хай буде мир у твоїх мурах, безпека у твоїх палатах.                                            |
| 8    | לְמַעַן, אַחַי וְרֵעָי-- אֲדַבְּרָה-נָּא שָׁלוֹם בָּךְ                     | ἕνεκα τῶν ἀδελφῶν μου καὶ τῶν πλησίον μου ἐλάλουν δὴ εἰρήνην περὶ σοῦ·                              | Propter fratres meos et proximos meos, loquebar pacem de te.                                    | Задля братів моїх друзів скажу я: «Мир нехай буде в тобі!»                                      |
| 9    | לְמַעַן, בֵּית-יְהוָה אֱלֹהֵינוּ-- אֲבַקְשָׁה טוֹב לָךְ                  | ἕνεκα τοῦ οἴκου κυρίου τοῦ θεοῦ ἡμῶν ἐξεζήτησα ἀγαθά σοι.                                           | Propter domum Domini Dei nostri, quæsivi bona tibi.]                                            | Задля дому Господа, Бога нашого, бажатиму добра для тебе.                                       |

## Літургійне використання

### Юдаїзм
- Псалом 122 читають після молитви «Мінха», між Сукотом і святом Shabbat Hagadol.
- У деяких традиціях цей псалом читають на свято Шабат Нахаму (Шабат після Тиша бе-ав)
- Вірші 7–9 є частиною талмуду Брахот 64a.

### Католицька церква
Згідно Статуту Бенедикта 530 AD, цей псалом традиційно співали чи читали на Богослужіннях з вівторка по суботу після псалому 119 та 120. 
На Літургії годин псалом 121 співають або читають на вечірніх суботи четвертого тижня. На месі його читають на свято Царя-Христа, у першу неділю Адвенту в році А та 34-ту неділю звичайного часу в році С. 

### Англіканська церква
Псалом 121 читають чи співають з Книги загальних молитов на 27-й день ранкової молитви. 

## Використання у музиці

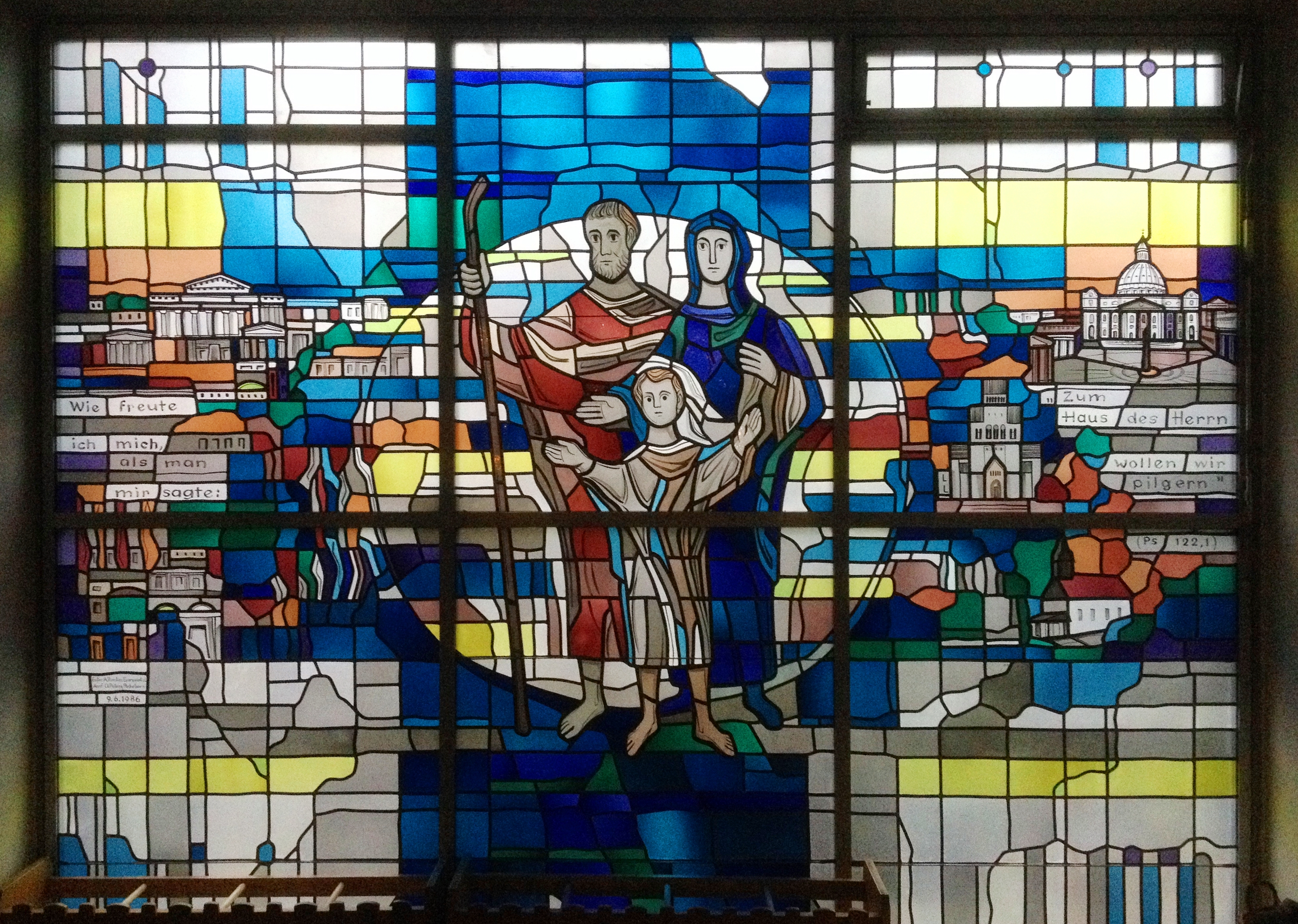
Зображення псалому 121:1 на вітражі у церкві Пресвятої родини у Віненбурзі.

Псалом 121 був покладений на музику такими композиторами:
- Клаудіо Монтеверді поклав на музику латинський текст псалому «Laetatus sum», як найменше тричі: у творі «Vespro della Beata Vergine» (1610) і двічі як окремий мотет (1643).
- Марк Антуан Шарпантьє поклав на музику такий самий у текст у формі мотету під номером H161 (1671).
- Нікколо Йоммеллі: мотет латиною (1743).
- Губерт Перрі використав скорочена форма перекладу «I was glad» із Книги загальних молитов  для написання гімну з аналогічною назвою.
- Генрі Перселл, Вільям Бойс, Томас Еттвуд та інші використовували такий самий текст англійською мовою для своїх композицій.
- Гербер Говеллс поклав на музику вірші 6-7 у гімні: «O, pray for the peace of Jerusalem».
- Генріх Ігнац Франц фон Бібер написав твір (C.9) на честь Зальцбурга (1676).
- Мішель-Рішар Делаланд: мотет (S.47) (1693), який, на жаль, втрачений.
- Юліус Ван Нуффель поклав на музику псалом латиною: «Laetatus sum» для змішаного хору та органу (1935).